# 北中城村あやかりの杜図書館
北中城村あやかりの杜図書館（きたなかぐすくそんあやかりのもりとしょかん）は、沖縄県北中城村にある村立の公共図書館である。

## 概要
北中城村あやかりの杜図書館は、生涯学習複合施設あやかりの杜の中心的な施設であり、あやかりの杜は、図書館、講座・体験・学習施設、宿泊施設、キャンプ場、飲食施設から構成される。